# Tri Nations Series 1997
De Tri Nations Series van de Rugby Union in 1997 werd gespeeld tussen 19 juli en 23 augustus. Winnaar werd Nieuw-Zeeland.
Winnaar van de Bledisloe Cup werd Nieuw-Zeeland, die drie keer van Australië wist te winnen.

## Deelnemers
De drie vaste deelnemers speelden hun thuisduels in de volgende stadions.
| Land          | Stadion                  | Plaats       | capaciteit |
| ------------- | ------------------------ | ------------ | ---------- |
| Nieuw-Zeeland | Eden Park                | Auckland     | 47.500     |
| Nieuw-Zeeland | Carisbrook               | Dunedin      | 42.500     |
| Australië     | Melbourne Cricket Ground | Melbourne    | 100.024    |
| Australië     | Suncorp Stadium          | Brisbane     | 52.500     |
| Zuid-Afrika   | Ellispark                | Johannesburg | 55.686     |
| Zuid-Afrika   | Loftus Versfeld          | Pretoria     | 51.762     |

## Eindstand
| Land          | Wed | Win | Gel | Ver | Saldo     | +/− | BPtn | Ptn |
| ------------- | --- | --- | --- | --- | --------- | --- | ---- | --- |
| Nieuw-Zeeland | 4   | 4   | 0   | 0   | 159 - 109 | +50 | 2    | 18  |
| Zuid-Afrika   | 4   | 1   | 0   | 3   | 148 - 144 | +4  | 3    | 7   |
| Australië     | 4   | 1   | 0   | 3   | 96 - 150  | -54 | 2    | 6   |

## Uitslagen
De vermelde tijden zijn allemaal lokale tijden.

### Wedstrijden
| Datum       | Wedstrijd                   | Uitslag |
| ----------- | --------------------------- | ------- |
| 19 juli     | Zuid-Afrika - Nieuw-Zeeland | 32 - 35 |
| 26 juli     | Australië - Nieuw-Zeeland   | 18 - 33 |
| 2 augustus  | Australië - Zuid-Afrika     | 32 - 20 |
| 9 augustus  | Nieuw-Zeeland - Zuid-Afrika | 55 - 35 |
| 16 augustus | Nieuw-Zeeland - Australië   | 36 - 24 |
| 23 augustus | Zuid-Afrika - Australië     | 61 - 22 |